# フォトマスク
フォトマスク（英語：photomask）とは、ガラス乾板とも呼ばれ、電子部品の製造工程で使用されるパターン原版をガラス、石英等に形成した透明な板であり、「フォトリソグラフィ」と呼ばれる転写技術によって電子部品の回路パターン等を被転写対象に転写する際の原版となるものである。
半導体素子、フラットパネルディスプレイ、プリント基板といった電子部品の製造工程で、配線層や部品層といった異なる画像を写すために、数枚から数十枚のフォトマスクが使用される。露光工程で1枚ごとにフォトレジストと呼ばれる感光性材料にフォトマスクの画像が転写される。露光により現像液への溶解性が変化するフォトレジストの特性に基づき、光の当たった部分が除去される、あるいは残存することにより、次のエッチング工程と呼ばれる被加工対象への溶解、除去処理に対するマスクとなる。エッチング工程での被加工対象の不要部分の除去が終了後、フォトレジストを薬液によって剥離することで工程が終了し、次の層の加工のためにまたフォトレジストが塗布され、同様の処理が繰り返される。
高密度半導体の製造に使われる高精細のフォトマスクのものではレチクルと呼ばれるものがある。

## 製造工程と使用法
フォトマスクに使う基板には、ガラスや合成石英上にクロムを遮光膜として描画図形が形成されるものが多いが、用途によってはエマルジョンマスクと呼ばれる柔軟性のある透明な高分子フィルム上に図形が描かれるものもある。
半導体とフラットパネルディスプレイ、プリント基板ではフォトマスクを使った製造工程が多少異なる。

### 半導体用
フォトマスクは、製造しようとする素子の各積層ごとやビアやウェルといった加工処理ごとにその図形が必要となる。そのため、素子の構造が複雑になればそれだけフォトマスクの枚数は増加する。
材質には、ハードマスクとエマルジョンマスクがあり、ハードマスクではクロムの薄膜で、エマルジョンマスクは黒化金属銀でそれぞれ遮光膜部分を作り、両者の支持体（基板、サブストレート）はハードマスクではガラス製、エマルジョンマスクではガラス製、または高分子フィルム製である。ガラス製でのプロセスルールが180nm以下程度の高精細プロセスでは、通常のソーダライム・ガラスに代わって合成石英ガラスが使用される。これは通常のガラスでは熱膨張による位置誤差が無視できず石英ガラスは熱膨張率が20分の1以下であるためや、紫外線領域である350nmからは通常のガラスでは透過率が落ち300nmではほとんど透過しなくなるためでもある。
マスクの遮光膜パターンそのものも光学的技術によって作成される。まず高平滑に磨かれたサブストレートの片側全面にスパッタリングによってクロムの遮光膜を作成し、その上にフォトレジストを塗布して光線によって描画する。描画装置にはレーザーを用いるレーザー描画装置と電子線を用いる電子ビーム露光装置があり、これらは半導体製造装置の中でも最も高価な装置の1つである。一般に前者はスループットに優れ、後者は解像度で勝る。描画方法の違いでラスタ方式とベクタ方式、スタンプ方式がある。露光後に、現像、洗浄、乾燥、ポストベーク、ディスカムというパターン現像と呼ばれる一連の工程が行なわれる。この工程だけではパターンに応じたレジスト膜が付けられただけなので、続くパターンエッチング工程によって、不要な遮光膜が取り除かれる。エッチング後に洗浄と乾燥が行なわれ、パターン形成工程は完了する。
パターン形成工程後は検査がおこなわれる。寸法検査で発見されたサイズや位置の不良では修正が不可能であるが、欠陥検査によって発見された欠陥はかなりのものが欠陥修正装置で修正が可能になっている。欠陥修正装置で行なわれるパターン修正の内、余分な箇所は黒欠陥修正と呼ばれ通常はレーザーで除去され、欠けている箇所は白欠陥修正と呼ばれ通常はイオンビームで遮光性の高い材料を足されることになる。
フォトマスクやレチクルはステッパ等で扱われる間に埃などが表面に付くと不良の原因となるので、ペリクルと呼ばれる透明な膜がペリクルフレームに支持されて6.3mmの高さで表面上に張り渡される。この距離によって埃がペリクル上にあっても焦点からは遠く光線は結像に影響せずにすむ。これでフォトマスク、またはレチクルが完成する。
半導体製造工程ではステッパーによりウェハ上を移動しながら順次露光され、碁盤目状に多数の素子のパターンが転写される。ダイの大きさに応じて、2×2や3×3個分のパターンをマスク上に描画しておき、1回の露光で転写できる素子数を増やすことで生産性を向上させることも行なわれる。露光は1990年ごろまでは1:1サイズであったが、回路の微細化によって直線寸法で4-5倍の大きさで作られたフォトマスクで縮小露光されるものが現れた。先端の半導体製造現場ではこれらは特にレチクルと呼ばれ等倍のフォトマスクとは区別される。
単に露光光が透過の有無の2値のみのマスクをバイナリマスク、またはバイナリレチクルと呼ぶ。これに対して、不透過部にも若干（数％程度）の透過率を与え、透過部との干渉を利用して解像度を向上させようとしたものをハーフトーンマスク、またはハーフレチクルと呼ぶ。主に光の位相差を利用して解像度向上を図ることから、フェーズシフトマスク、またはフェーズシフトレチクルと呼ばれることもある。
光学的な解像度の限界を越えて求められる微細な半導体製造用の高精細なフォトマスクやレチクルでは、以下のような特別な工夫が行なわれている。
位相シフト
位相シフタによって位相の変わった光線と位相シフタを通過していない光線とを干渉させることで、通常では得られない光線波長以上の解像度を作り出す技術である。
OPC
オプティカル・プロキシミティ・コレクション（Optical Proximity Correction）とは解像度の不足によって例えばパターンの鋭角部分が丸くなまるなどの変化をあらかじめ考慮して、角に突起を付加しておくなどの元画像に修正を加えておく技術である。

### フラットパネルディスプレイ用
フラットパネルディスプレイ用でもフォトマスクは、製造しようとする素子の各積層ごとや加工処理ごとに1枚ずつ必要となる。そのため、ディスプレイ素子の構造が複雑になればそれだけフォトマスクの枚数は増加する。現在最も一般的なフラットパネルディスプレイである液晶ディスプレイでは、それぞれ機能を造り込まれた2枚のガラスに液晶を挟み込むことによって形成されているが、画素のON/OFFを司るTFT (Thin Film Transistor) 基板では3から6枚、画素の色をコントロールするカラーフィルタ基板では4から7枚のフォトマスクが用いられる。
半導体用と異なり、ほとんどの工程では等倍露光が用いられる。ただし、低温ポリシリコン液晶のTFTなど一部の工程では拡大、縮小露光も用いられている。露光方法としては、フォトマスクの像をレンズないしプロジェクションミラーによって転写するプロジェクション方式、及び光学系を使わず、フォトマスクと被転写基板を数十～数百μmの間隔で近接させて転写するプロキシミティ方式の両方が用いられる。前者は解像度、転写像の忠実性に優れ主にTFT基板加工用に用いられ、後者はコスト、及びタクトタイムに優れ、比較的パターンの大きいカラーフィルタ基板で主に用いられる。ただし、TFT基板でプロキシミティ方式を用いたり、カラーフィルタ基板でプロジェクション方式を用いるケースも見られる。
液晶ディスプレイの製造において特徴的なのは、コストダウンを目的として露光量の部分的な制御のために半透過部を持たせたマスクが存在することである。転写後は、初期膜厚に近いレジスト残膜となる部分、中間の膜厚となる部分、レジストが除去される部分の3通りの状態となる。これにより、1回の露光で形成したレジストパターンを使って、積層された二つの層に順次エッチングを行うことが出来、工程削減、すなわちコストダウンが可能となる。当初は韓国のパネルメーカーで始まった技術であるが、現在ではかなり一般的に用いられるようになってきている。フォトマスク上への半透過部の形成については半導体製造と比較して低い解像度を逆に生かして、微細パターンをぼかして半透過部を作るものや、任意の透過率を持った膜をさらに積層、パターニングすることにより半透過部を形成するものが用いられる。前者をグレートーンマスク、スリットマスクといった名称で呼び、後者をスタックドレイヤーマスク、ハーフトーンマスクといった名称で呼ぶ。また、特許明細などでは、両者を包含してグレートーンマスクと称する例も見られる。

### プリント基板用
プリント基板では半導体用途のような高度に微細な加工は求められず、また、各層では銅層を除去、または積層するだけの単純なプロセスであるため、フォトマスクは簡単であり枚数も少ない。スルーホールはドリルで空けることが多いが、パターン、ビア（バイアホール）などの導通加工処理はフォトマスクを使ったプロセスが使われる。マザーボード用途とは異なり、主にパターンが微細な小型のプリント基板、LSIパッケージ、ベアチップなどを搭載するインターポーザ（サブストレート）などの製造に用いられる。

## 問題点

### 半導体用

#### 微細化と価格の高騰
半導体の微細化に伴い、フォトマスク作成の技術も高い精度が求められコストも増大している。1つの半導体チップを作るには、各層ごとのレチクルが合計で数十枚ほど求められ、2004年では、0.18umプロセスのマスクセットを製造するのに約3,200万円、0.13umで約8,000万円、90nmで1億8,000万円にもなると云われていた[1]。2008年現在の1セットのレチクル価格は65nm世代で約1億円とされ、世代交代されつつある45nm世代で約2億円、32nm世代で約4億円に増大するとされる。1990年代の0.5umのマスクセットで数百万円オーダーだったのに比べ、指数関数的に増大している。
試作時のフォトマスクのコスト増を回避するために、1セットのマスクセットに、複数の試作チップを載せてコストを分担する。1ショットに複数の異なるチップが転写されるため、周期的な模様からピザマスクと呼ばれる。複数のプロジェクトで乗り合いの形になるため、期日が限定されているシャトルウエハという形態をとるが、プロセス調整の自由は失われる。
1990年代後半から一般化した、干渉を利用したフォトマスク上の工夫によって露光波長より微細な回路配線を作り込む技術では、フォトマスクの検査に今では1台35-40億円もの検査装置が必要となり、この検査だけでフォトマスクのコストの40%近くも占めるようになっている。
今後の22nm世代では、波長を13.5nmの極端紫外線（extreme UV, EUV）で露光する技術や、フォトマスクを使用せず、1万本以上の多数の電子ビームを並列的にウエハ上に照射して回路パターンを描画する技術などの使用が研究されており、半導体の製造装置メーカーであるクレステックと、東北大学の江刺正喜教授の開発チームが、2014年までの製品化を目指している。

### フラットパネルディスプレイ用

#### 大型化と価格の高騰
半導体に次ぐ市場規模を持つ液晶ディスプレイ用のフォトマスクでは、半導体とは状況が異なり微細化に大きな注力はなされず、基板サイズで製造ラインの世代を分類する Gx（Generation x）で表現すると、携帯電話用などの中小型パネルを生産するG3-G4の古く基板の小さい世代でも、マザーガラスの1辺が2mを超える最新のG8でも、プロジェクション方式の露光機の解像度の指標の1つである開口数（NA）は殆ど変わらない。一方では、パネルと製造・検査装置の大型化が進んでおり、パネルメーカーや装置、部材メーカーの技術開発エネルギーの大半は大型化に注がれている。
フォトマスクも世代に合わせて大型化が進んでおり、半導体で使用する5インチ、6インチの正方形とは比較にならないほどの大きさとなっている。G5で520mm×800mm、G6では800mm×920mm、最新のG8では1,220mm×1,400mmと各辺共に1mを超えるサイズとなってきている。また、液晶を形成するガラスと異なり露光機内で基板周辺のみで保持されるフォトマスクでは、たわみを低減させるために板厚が非常に厚くなっており、G8世代では13mmに達する。その結果マスク重量は50kg程度の重さとなり、装置内保持機構のほかマスクの搬送等にも専用の設備が必要な状況となっている。また、G10世代ではさらに大型化し、短辺が約1,600-1,800mmと板厚は20mmを超え、G8世代の3-4倍の約150kgに達している。
現在、G8世代のマスクフォトマスクの価格は1枚あたり数千万円する。一般にTFTアレイ側の加工で4-6枚、カラーフィルター側の加工で4-7枚程度のマスクが必要であり、半導体同様にセットレベルでのマスクコストの高騰がいわれていた。そこへ2008年からの急激な景気後退によりパネルメーカーの収益が悪化、パネルやセット価格が大幅に低下したことからマスクに対する価格低下圧力が従来にも増して非常に強くなり、3年前と比較すれば単価は50%以上低下している。フォトマスクは、製造しようとするパネルの回路設計によってその都度デザインされ、加工される一点物であり、スケールメリットが出しにくい商材であること、パネルメーカーと比較してマスクメーカーの規模がやや小さく大規模投資が望みにくい一方で、市場規模に対してマスクメーカーの数がまだ多いことから、ほぼ全てのマスクメーカーの収益性は従来と比較して急激に悪化している。

## 主なメーカー
- 大日本印刷
- TOPPANホールディングス
- HOYA
- 日本フイルコン
- デュポン
- エスケーエレクトロニクス
- AGC
- 東京プロセスサービス
- 進映社
- ミタニマイクロニクス
- 東洋精密工業
- トピック